# Station Stewarton
Stewarton is een spoorwegstation van National Rail in East Ayrshire in Schotland. Het station is eigendom van Network Rail en wordt beheerd door ScotRail. 